# Coupe Challenge masculine de handball 2013-2014
Navigation
Coupe Challenge 2012-2013 Coupe Challenge 2014-2015
La Coupe Challenge masculine de handball 2013-2014 est la 21e édition de la Coupe Challenge, troisième compétition dans la hiérarchie des compétitions européennes masculines.
La compétition est remportée pour la première fois par le club suédois du IK Sävehof, vainqueur en finale de l'ancien gloire serbe du Metaloplastika Šabac.

## Équipes qualifiées
29 équipes équipes sont qualifiées pour le tour préliminaire :
| Club                    | Pays / motif de qualification                                   |
| ----------------------- | --------------------------------------------------------------- |
| Initia HC Hasselt       | Vainqueur de la finale des Play-Offs du Championnat de Belgique |
| United HC Tongeren      | Troisième du Championnat de Belgique                            |
| KV Sasja HC Hoboken     | Cinquième du Championnat de Belgique                            |
| Manchester HC           |                                                                 |
| Salford HC              |                                                                 |
| Ruislip Eagles          |                                                                 |
| HC Olimpus-85 Chișinău  | champion de Moldavie                                            |
| PGU‐Kartina TV Tiraspol |                                                                 |
| KS Azoty-Puławy         | quatrième du Championnat de Pologne                             |
| NMC Górnik Zabrze       | cinquième du Championnat de Pologne                             |
| RK Vrbas                | troisième du Championnat de Serbie                              |
| Metaloplastika Šabac    | sixième du Championnat de Serbie                                |
| Nilüfer BK              |                                                                 |
| Özel Idare S.K          |                                                                 |
| HC Victoria Regia       |                                                                 |
| HC Spartak Varna        |                                                                 |
| HRK Karlovac            | troisième du Championnat de Croatie                             |
| SPE Strovolos Nicosie   |                                                                 |
| Riihimäen Cocks         |                                                                 |
| PAOK Salonique          |                                                                 |
| Pallamano Pressano      |                                                                 |
| KH Besa Famiglia        |                                                                 |
| HB Dudelange            |                                                                 |
| JMS Hurry-Up Zwartemeer |                                                                 |
| IK Sävehof              |                                                                 |
| ZTR Zaporijia           |                                                                 |

Trois équipes sont directement qualifiées pour les huitièmes de finale:
| Club                 | Pays |
| -------------------- | ---- |
| AC Doukas            |      |
| HC Odorheiu Secuiesc |      |
| Águas Santas         |      |

## Résultats

### Tour préliminaire
| Date Aller       | Club               | Aller   | Total   | Retour  | Club                    | Date Retour      |
| ---------------- | ------------------ | ------- | ------- | ------- | ----------------------- | ---------------- |
| 23 novembre 2013 | Salford HC         | 27 – 40 | 52 – 77 | 25 – 37 | KH Besa Famiglia        | 24 novembre 2013 |
| 23 novembre 2013 | IK Sävehof         | 50 – 26 | 88 – 44 | 38 – 18 | PGU Tiraspol            | 24 novembre 2013 |
| 23 novembre 2013 | HRK Karlovac       | 43 – 14 | 79 – 29 | 36 – 15 | Manchester HC           | 24 novembre 2013 |
| 23 novembre 2013 | RK Vrbas           | 32 – 27 | 53 – 60 | 21 – 33 | Metaloplastika Šabac    | 30 novembre 2013 |
| 23 novembre 2013 | SPE Strovolos      | 31 – 21 | 52 – 44 | 21 – 23 | KV Sasja HC Hoboken     | 30 novembre 2013 |
| 23 novembre 2013 | Özel Idare S.K     | 20 – 35 | 47 – 58 | 27 – 23 | KS Azoty-Puławy         | 30 novembre 2013 |
| 23 novembre 2013 | United HC Tongeren | 31 – 24 | 59 – 55 | 28 – 31 | HB Dudelange            | 30 novembre 2013 |
| 23 novembre 2013 | Nilüfer BK         | 32 – 27 | 63 – 60 | 31 – 33 | JMS Hurry-Up Zwartemeer | 30 novembre 2013 |
| 23 novembre 2013 | NMC Górnik Zabrze  | 37 – 30 | 64 – 51 | 27 – 21 | Initia HC Hasselt       | 1 décembre 2013  |
| 24 novembre 2013 | HC Victoria Regia  | 28 – 21 | 55 – 47 | 27 – 26 | PAOK Salonique          | 30 novembre 2013 |
| 30 novembre 2013 | Ruislip Eagles     | 22 – 24 | 42 – 50 | 20 – 26 | HC Spartak Varna        | 1 décembre 2013  |
| 30 novembre 2013 | HC Pressano        | 24 – 30 | 45 – 57 | 21 – 27 | Riihimäen Cocks         | 1 décembre 2013  |
| 14 décembre 2013 | ZTR Zaporijia      | 36 – 23 | 66 – 48 | 30 – 25 | HC Olimpus-85 Chișinău  | 15 décembre 2013 |

### Huitièmes de finale
Le tirage au sort a eu lieu le 5 décembre 2013 à Vienne.
| Date Aller      | Club                 | Aller   | Total   | Retour  | Club                  | Date Retour     |
| --------------- | -------------------- | ------- | ------- | ------- | --------------------- | --------------- |
| 15 février 2014 | Águas Santas         | 41 – 22 | 77 – 49 | 36 – 27 | KH Besa Famiglia      | 22 février 2014 |
| 15 février 2014 | Nilüfer BK           | 29 – 36 | 60 – 75 | 31 – 39 | KS Azoty-Puławy       | 22 février 2014 |
| 15 février 2014 | HC Spartak Varna     | 20 – 31 | 39 – 68 | 19 – 37 | Riihimäen Cocks       | 22 février 2014 |
| 15 février 2014 | Metaloplastika Šabac | 26 – 22 | 48 – 45 | 22 – 23 | HRK Karlovac          | 22 février 2014 |
| 15 février 2014 | NMC Górnik Zabrze    | 22 – 23 | 50 – 55 | 28 – 32 | HC Odorheiu Secuiesc  | 23 février 2014 |
| 16 février 2014 | AC Doukas            | 17 – 27 | 38 – 61 | 21 – 34 | ZTR Zaporijia         | 23 février 2014 |
| 21 février 2014 | United HC Tongeren   | 29 – 25 | 53 – 52 | 24 – 27 | SPE Strovolos Nicosie | 22 février 2014 |
| 22 février 2014 | HC Victoria Regia    | 21 – 35 | 47 – 76 | 26 – 41 | IK Sävehof            | 23 février 2014 |

### Quarts de finale
Le tirage au sort a eu lieu le 25 février 2014 à Vienne (Autriche).
En raison de la situation politique en Ukraine, la rencontre entre Sävehof et Zaporijia s'est déroulée en une manche sèche sur terrain neutre, à Klaipėda, en Lituanie.
| Date Aller   | Club                 | Aller   | Total   | Retour  | Club                 | Date Retour  |
| ------------ | -------------------- | ------- | ------- | ------- | -------------------- | ------------ |
| 15 mars 2014 | Riihimäen Cocks      | 23 – 17 | 42 – 43 | 19 – 26 | Metaloplastika Šabac | 22 mars 2014 |
| 16 mars 2014 | HC Odorheiu Secuiesc | 31 – 28 | 58 – 58 | 27 – 30 | Águas Santas         | 22 mars 2014 |
| 22 mars 2014 | IK Sävehof           |         | 31 – 29 |         | ZTR Zaporijia        |              |
| 15 mars 2014 | KS Azoty-Puławy      | 31 – 22 | 57 – 45 | 26 – 23 | United HC Tongeren   | 22 mars 2014 |

### Demi-finales
| Date Aller    | Club                 | Aller   | Total   | Retour  | Club            | Date Retour   |
| ------------- | -------------------- | ------- | ------- | ------- | --------------- | ------------- |
| 19 avril 2014 | Metaloplastika Šabac | 29 – 21 | 54 – 50 | 25 – 29 | Águas Santas    | 26 avril 2014 |
| 20 avril 2014 | IK Sävehof           | 40 – 38 | 70 – 66 | 30 – 28 | KS Azoty-Puławy | 26 avril 2014 |

### Finale
La finale aller qui devait se dérouler le 17 mai 2014 en Serbie a été annulée pour cause d'inondation. L'EHF a décidé que la finale se jouerait en une manche sèche à Partille (Suède), le 25 mai 2014.
| 25 mai 2014 17h30 | IK Sävehof        | 37 - 26   | Metaloplastika Šabac | Partille, Suède Arbitrage : Peter Bol, Ed Van Eck |
| 25 mai 2014 17h30 | Viktor Ottosson 8 | (18 - 14) | Miloš Dragaš 10      | Partille, Suède Arbitrage : Peter Bol, Ed Van Eck |
| 25 mai 2014 17h30 | ×4                | Rapport   | ×3 ×4 ×2             | Partille, Suède Arbitrage : Peter Bol, Ed Van Eck |

## Vainqueur
| Champion d'Europe - Coupe Challenge 2013-2014 IK Sävehof 1er titre |